# Décès en décembre 2010

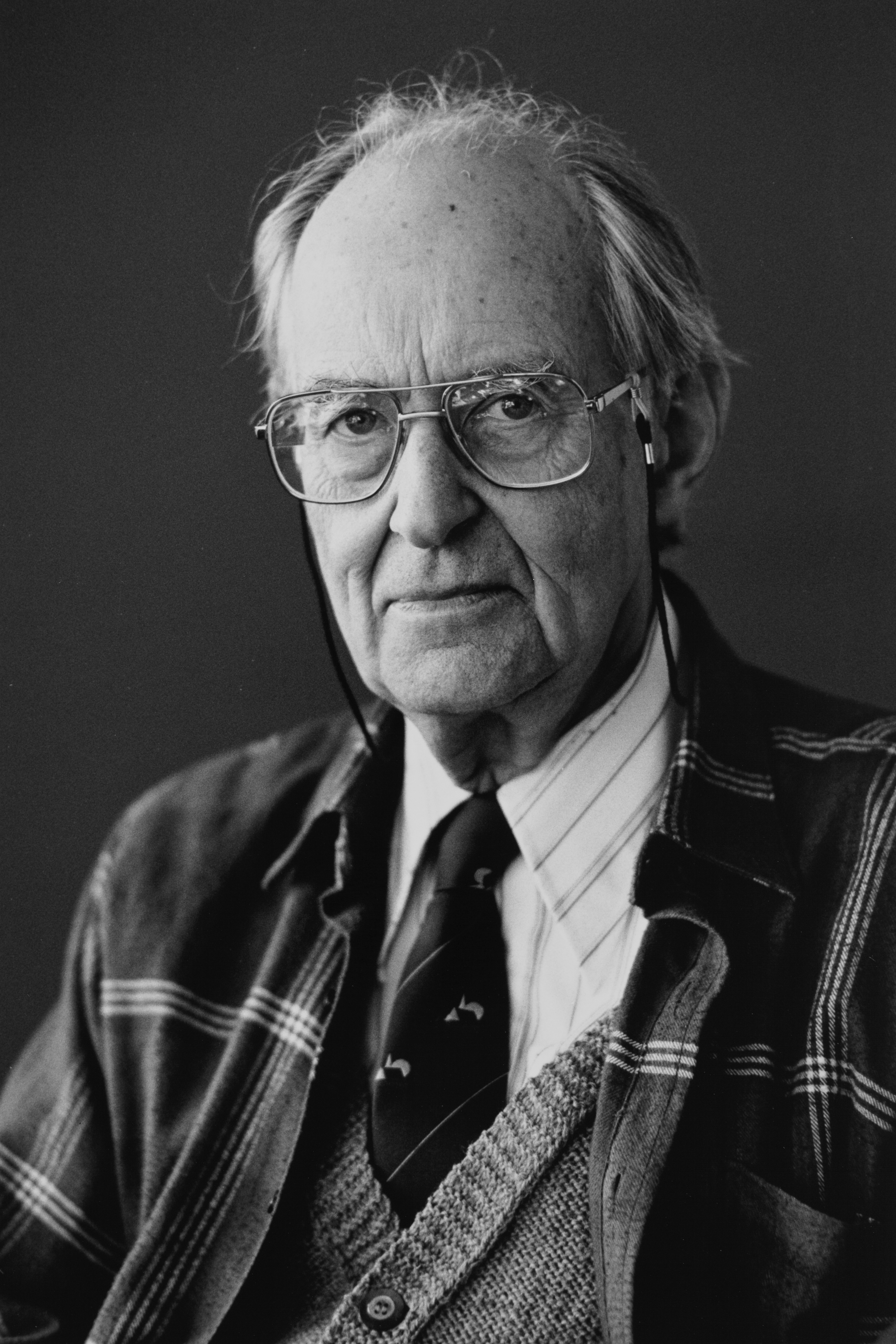
Prof. Adriaan Blaauw, Astronome Néerlandais, mort le 1er Décembre 2010 à 96 ans

Décès
- 2006
- 2007
- 2008
- 2009
- 2010
- 2011
- 2012
- 2013
- 2014

Pour une information complémentaire, voir la page d'aide.

## Décembre 2010
| Date         | Nom                              | Activités | Âge | Source |
| ------------ | -------------------------------- | --- | --- | ------ |
| 1er décembre | Adriaan Blaauw                   | Astronome néerlandais. | 96  | (en)   |
| 1er décembre | Helen Boatwright                 | Soprano des États-Unis. | 94  | (en)   |
| 1er décembre | Berlenti Abdel Hamid             | Actrice égyptienne. | 75  | (en)   |
| 2 décembre   | Madeleine Dompierre-Chaput       | Militante québécoise, cofondatrice du Rassemblement pour l'indépendance nationale. | 89  |        |
| 2 décembre   | Michele Giordano                 | Cardinal italien, archevêque de Naples (1987-2006). | 80  | (en)   |
| 2 décembre   | Lee Huan (en)                    | Professeur et homme politique de la République de Chine (Taïwan). | 93  |        |
| 2 décembre   | Ernâni Lopes                     | Professeur et homme politique portugais qui a été membre de la Convention européenne. | 68  | (pt)   |
| 2 décembre   | Michael Bunluen Mansap (en)      | Évêque du diocèse d'Ubon Ratchathani (1976-2006), en Thaïlande. | 81  | (en)   |
| 2 décembre   | Charles Mighirian                | Négociant grossiste à Lyon et président (1983-1987) du club de football de l'Olympique Lyonnais. | 90  |        |
| 2 décembre   | Alfred Müller                    | Acteur allemand. | 84  |        |
| 2 décembre   | Ron Santo                        | Joueur de baseball et analyste sportif. | 70  |        |
| 3 décembre   | José Ramos Delgado               | Footballeur international argentin | 75  | (es)   |
| 3 décembre   | Christian Poché                  | Compositeur, critique musical, musicologue et ethnomusicologue français. | 72  |        |
| 3 décembre   | Claire Villiers                  | Femme politique française, fondatrice d'AC!, membre du conseil d'orientation de la Fondation Copernic. | 59  |        |
| 4 décembre   | Roger Boury                      | Footballeur international français. | 84  |        |
| 4 décembre   | David French (en)                | Dramaturge et acteur canadien, natif de Terre-Neuve. | 71  | (en)   |
| 4 décembre   | Jacques Lafleur                  | Homme politique français, leader du camp anti-indépendantiste de Nouvelle-Calédonie. | 78  |        |
| 4 décembre   | Ken Lehman (en)                  | Lanceur gaucher américain de baseball (1952-1961), pour les Dodgers, les Orioles, puis pour les Phillies. | 82  | (en)   |
| 5 décembre   | Heda Margolius Kovály (en)       | Écrivain tchèque, ayant vécu la shoah, puis le stalinisme, et témoigné de la résilience dans son livre Under A Cruel Star: A Life in Prague 1941-1968.                                                                                          | 91  | (en)   |
| 5 décembre   | John Leslie                      | Acteur et réalisateur-producteur de cinéma américain de films pornographiques. | 65  | (en)   |
| 5 décembre   | Taïeb Sahbani                    | Militant nationaliste, homme politique et diplomate tunisien. | 85  |        |
| 5 décembre   | John Thomas Steinbock (en)       | Évêque catholique de Fresno (Californie), natif de Los Angeles. | 73  | (en)   |
| 6 décembre   | Ambrosio Echebarria Arroita (en) | Évêque catholique émérite de Barbastro-Monzón, Espagne. | 88  | (en)   |
| 6 décembre   | Tawhida Ben Cheikh               | Pédiatre, puis gynécologue, doyenne des médecins tunisiens. | 101 |        |
| 6 décembre   | Hugues Cuénod                    | Ténor suisse. | 108 |        |
| 6 décembre   | René Hauss                       | Joueur et entraîneur de football français. | 82  |        |
| 6 décembre   | Roy R. Rubottom, Jr. (en)        | Diplomate puis professeur américain ; de commandant dans la US Navy, il passe au service du département d'État (1946-1964), dont en Amérique latine et en Espagne.                                                                              | 98  | (en)   |
| 6 décembre   | Sergiu Luca                      | Professeur américain de violon à l'université Rice, né en Roumanie. | 67  | (en)   |
| 6 décembre   | Vic Lynn                         | Hockeyeur canadien (Bruins, Blackhawks, Red Wings, Canadiens, Rangers, Maple Leafs). | 85  | (en)   |
| 6 décembre   | Júlio Tavares Rebimbas (en)      | Évêque catholique émérite de Porto, Portugal. | 88  | (en)   |
| 6 décembre   | Martin Russ (en)                 | Militaire américain (membre des Marines, guerre de Corée, 1950-1953) et écrivain, auteur de récits militaires. | 79  | (en)   |
| 7 décembre   | Elisabeth Edwards                | Avocate américaine et auteur de best-sellers. | 61  |        |
| 7 décembre   | Jean-Charles de Fontbrune        | Écrivain français, exégète de Nostradamus. | 75  |        |
| 7 décembre   | Norbert Koch                     | Coureur cycliste et entraîneur de demi-fond néerlandais. | 78  |        |
| 7 décembre   | Armin Weiss (en)                 | Spécialiste allemand en chimie inorganique et homme politique (Parti vert). | 83  | (de)   |
| 8 décembre   | Murray Armstrong                 | Joueur professionnel canadien de hockey sur glace, devenu entraîneur. | 94  | (en)   |
| 8 décembre   | Walter Haeussermann              | Professeur, né en Allemagne, spécialiste américain des fusées, membre de l'équipe von Braun des pionniers de la NASA. | 96  | (en)   |
| 9 décembre   | Jacques Le Glou                  | Acteur puis producteur de cinéma français, et humoriste. | 70  |        |
| 9 décembre   | Jean-Marie Lefebvre              | Journaliste français chroniqueur politique et diplomatique. | 62  |        |
| 9 décembre   | James Moody                      | Musicien américain de jazz : instrumentiste (saxophoniste, flûtiste), compositeur et chef d'orchestre. | 85  | (en)   |
| 9 décembre   | Fausto Sarli                     | Styliste italien. | 83  |        |
| 9 décembre   | Boris Tichtchenko                | Compositeur et pianiste russe. | 71  | (ru)   |
| 10 décembre  | Marcel Domingo                   | Footballeur et entraîneur français. | 86  | (es)   |
| 10 décembre  | John B. Fenn                     | Chimiste américain, professeur, co-lauréat du Nobel 2002 de chimie. | 93  | (en)   |
| 10 décembre  | Jacques Swaters                  | Pilote de course belge, Écurie Francorchamps et Écurie nationale belge. | 84  |        |
| 11 décembre  | José dos Santos Garcia (en)      | Évêque émérite portugais de Porto Amélia (aujourd'hui Pemba), au Mozambique. | 97  | (en)   |
| 12 décembre  | Manuel Caballero (en)            | Professeur vénézuélien d'histoire et journaliste, écrivain. | 79  | (es)   |
| 12 décembre  | Lachhiman Gurung                 | Gurkha népalo-britannique. | 92  | (en)   |
| 12 décembre  | Raymond Kalisz (en)              | Évêque catholique émérite de Wewak, en Papouasie-Nouvelle-Guinée; né aux États-Unis. | 83  | (en)   |
| 12 décembre  | Jacob Lateiner (en)              | Pianiste américain, né à La Havane, professeur à la Juilliard School (1966-2010). | 82  |        |
| 12 décembre  | Gabriel Monnet                   | Comédien et metteur en scène français. | 89  |        |
| 12 décembre  | Henri Ronse                      | Metteur en scène belge de théâtre et d’opéra. | 64  |        |
| 12 décembre  | Tom Walkinshaw                   | Pilote automobile écossais, puis directeur d'écurie automobile et de club de rugby à XV. | 64  |        |
| 13 décembre  | Maynard W. Glitman (en)          | Diplomate américain, négociateur (en 1987) du traité sur les forces nucléaires à portée intermédiaire, entre autres missions. | 77  | (en)   |
| 13 décembre  | Richard Holbrooke                | Diplomate américain, négociateur (en 1995) de la trêve entre les factions de Bosnie et des accords de Dayton qui s'ensuivent, entre autres missions.                                                                                            | 69  |        |
| 13 décembre  | Claude B. Levenson               | Écrivain et journaliste, sinologue, tibétologue française. | 72  |        |
| 13 décembre  | Fernand Massay                   | Footballeur international belge. | 90  |        |
| 13 décembre  | Enrique Morente                  | Chanteur espagnol de flamenco. | 67  |        |
| 13 décembre  | Aldo Sassi                       | Médecin italien de l'équipe cycliste Mapei (1993-2002) puis du centre de recherche pour le sport du même nom. | 51  |        |
| 13 décembre  | Takeshi Watabe                   | Seiyū (voix de doublage) japonais. | 74  | (en)   |
| 13 décembre  | Woolly Wolstenholme              | Musicien, claviériste, compositeur britannique, membre fondateur du groupe rock Barclay James Harvest (1967-1979). | 63  |        |
| 14 décembre  | James Guitet                     | Peintre et graveur français. | 85  |        |
| 14 décembre  | Neva Patterson                   | Actrice américaine. | 90  | (en)   |
| 14 décembre  | Pascal Rakotomavo                | Premier ministre malgache (1997-1998). | 76  |        |
| 15 décembre  | Bernard Patrick Devlin (en)      | Évêque catholique émérite de Gibraltar, né en Irlande. | 89  | (en)   |
| 15 décembre  | Blake Edwards                    | Acteur, producteur, réalisateur et scénariste américain. | 88  |        |
| 15 décembre  | Bob Feller                       | Lanceur américain des Indians de Cleveland (baseball, 1936-1956). | 92  | (en)   |
| 15 décembre  | Frédéric Lasaygues               | Romancier et traducteur français. | 57  |        |
| 15 décembre  | Solange Michel                   | Mezzo-soprano française (1936-1978). | 98  |        |
| 15 décembre  | Tom Newnham (en)                 | Activiste politique néozélandais, anti-apartheid, défenseur des droits de l'homme. | 84  | (en)   |
| 15 décembre  | Jean Rollin                      | Acteur, réalisateur, producteur et scénariste français de cinéma fantastique érotisé. | 72  |        |
| 15 décembre  | Georges Roy                      | Joueur canadien, entraîneur et directeur gérant de hockey sur glace. | 83  |        |
| 15 décembre  | Eugene Victor Wolfenstein (en)   | Professeur écrivain américain, théoricien en sciences politiques et psychanalyste. | 70  | (en)   |
| 16 décembre  | Melvin E. Biddle (en)            | Soldat américain récipiendaire de la Médaille d'honneur du Congrès des États-Unis, en 1945. | 87  | (en)   |
| 16 décembre  | François Gayot                   | Archevêque émérite de Cap-Haïtien, né en Haïti. | 83  |        |
| 16 décembre  | Kazimir Hnatow                   | Footballeur français d'origine ukrainienne. | 81  |        |
| 16 décembre  | Sterling Lyon                    | Homme politique canadien, Premier ministre du Manitoba (1977-1981), puis juge. | 83  |        |
| 16 décembre  | Ruth Park                        | Écrivain australienne native de Nouvelle-Zélande. | 93  | (en)   |
| 16 décembre  | E. Gene Smith                    | Écrivain tibétologue américain. | 74  | (en)   |
| 16 décembre  | Karen Tuttle                     | Violoniste et altiste virtuose américaine, professeur émérite de musique à l'Institut Curtis, de Philadelphie. | 90  | (en)   |
| 17 décembre  | François Baboulet                | Peintre paysagiste, de marines et de natures mortes français. | 96  |        |
| 17 décembre  | Captain Beefheart                | Musicien et peintre américain, aussi dit Don Van Vliet (né Don Glen Vliet). | 69  |        |
| 17 décembre  | Walt Dropo (en)                  | Baseballeur américain (1949-1961) pour les Red Sox, Tigers, White Sox, Redlegs, puis les Orioles. | 87  | (en)   |
| 17 décembre  | Eugene Goldwasser (en)           | Professeur émérite américain en biochimie et biologie moléculaire, le premier chercheur à réussir la purification de l'EPO, après 25 ans d'effort en équipe.                                                                                    | 88  | (en)   |
| 17 décembre  | Jacques Moulinier                | Chef d'entreprise français et sénateur du Rhône (2003-2004), conseiller municipal de la ville de Lyon (1976-2001), vice-président de la Communauté urbaine de Lyon (1989-2001), président de la Fédération Habitat et Humanisme.                | 72  |        |
| 17 décembre  | Nikos Papatakis                  | Acteur puis réalisateur, producteur de films français, né en Éthiopie, installé à Paris à 21 ans, en 1939. | 92  |        |
| 18 décembre  | John Bukovsky                    | Archevêque catholique slovaque, nonce apostolique émérite en fédération de Russie. | 86  | (en)   |
| 18 décembre  | Phil Cavarretta (en)             | Baseballeur américain à Chicago (Cubs, 1934-1953 ; White Sox, 1954–1955). | 94  | (en)   |
| 18 décembre  | Rafael Luis Fernández (es)       | Homme politique espagnol, président du Conseil régional (1978-1981), puis de la principauté des Asturies (1981-1983). | 97  | (es)   |
| 18 décembre  | Max Jammer                       | Professeur et écrivain israélien de physique et de philosophie des sciences, né en Allemagne, ayant enseigné dans plusieurs universités, dont Harvard (1952-) et Princeton.                                                                     | 95  | (he)   |
| 18 décembre  | Tassó Kavadía                    | Actrice grecque, connue au cinéma et à la télévision depuis 1954. | 89  | (el)   |
| 18 décembre  | Tommaso Padoa-Schioppa           | Économiste italien, membre du directoire de la Banque centrale européenne, puis ministre des finances de l'Italie (2006-2008). | 70  |        |
| 18 décembre  | Jacqueline de Romilly            | Helléniste, écrivain, professeur au Collège de France (1973), élue à l'Académie des inscriptions et belles-lettres (1975) puis à l'Académie française (1989).                                                                                   | 97  |        |
| 19 décembre  | Ivo Padovan (hr)                 | Médecin (ORL et chirurgie cervico-faciale) professeur croate, président (1998-2003) de l'Académie croate des sciences et des arts. | 88  | (hr)   |
| 19 décembre  | Trudy Pitts (en)                 | Chanteuse et instrumentiste (piano, orgue) américaine de jazz durant plus de 50 ans avec le percussionniste William Theodore Carney II. | 78  | (en)   |
| 20 décembre  | John Alldis                      | Chef de chœur et d'orchestre britannique. | 81  |        |
| 20 décembre  | Giovanni Ferrofino               | Archevêque catholique italien, nonce apostolique émérite (Haïti 1960-1965, Équateur 1965-1970). | 98  | (en)   |
| 20 décembre  | Steve Landesberg (en)            | Acteur américain (cinéma, télévision) et invité régulier du Dean Martin Show (1966-1974) et autres sitcoms ensuite. | 65  | (en)   |
| 20 décembre  | Jean-Pierre Leloir               | Photographe français du monde du spectacle (chanteurs, jazzmen, acteurs). | 79  |        |
| 21 décembre  | Hércules Barsotti (pt)           | Peintre brésilien néoconcrétiste, plasticien et graphiste. | 96  | (pt)   |
| 21 décembre  | Enzo Bearzot                     | Footballeur et entraîneur de football italien, vainqueur de la coupe du monde de football 1982. | 83  | (it)   |
| 21 décembre  | Roland Dhordain                  | Journaliste français et directeur de Radio France (France Inter en 1963, puis la RTF, et l’ORTF en 1967), instigateur de la FIP en 1971. | 86  |        |
| 21 décembre  | Marcia Lewis (en)                | Infirmière américaine devenue une actrice qui chante (en nomination, dans les années 1990, pour son rôle dans Chicago et pour son rôle dans Grease).                                                                                            | 72  | (en)   |
| 21 décembre  | Jean-Jacques Rabotin             | Chef d'entreprise français ayant fondé en 1972 la première entreprise française de distribution de composants électroniques et de connecteurs, la société RAB Composants électroniques, puis EOM Connectique et enfin le broker Stock'n Source. | 70  |        |
| 22 décembre  | Jean Chamant                     | Ministre français sous de Gaulle et Pompidou, député (1946-1977), sénateur (1977-1995). | 97  |        |
| 23 décembre  | Ernest Blanc                     | Baryton français (1950-1993). | 87  |        |
| 23 décembre  | Bernard Mazières                 | Journaliste français du journal Le Parisien (1997-2009, rédacteur en chef adjoint, au politique), après FR3 (Strasbourg), Radios libres (1981), RMC.                                                                                            | 60  |        |
| 23 décembre  | José Antonio Momeñe              | Coureur cycliste espagnol | 70  |        |
| 24 décembre  | Jean-Marie Charpentier           | Architecte et urbaniste français, fondateur et PDG d'Arte Charpentier. | 71  |        |
| 24 décembre  | Frans de Munck                   | Footballeur des Pays-Bas, gardien de but (1949-1966) puis entraîneur. | 88  | (nl)   |
| 24 décembre  | Roy R. Neuberger                 | Financier américain, collectionneur d'œuvres d'art. | 107 | (en)   |
| 24 décembre  | Claude Nicolet                   | Historien français, professeur (Rome antique), membre de l'Académie des inscriptions et belles-lettres. | 80  |        |
| 24 décembre  | Eino Tamberg                     | Compositeur estonien (néoclassicisme, anti-romantisme). | 80  | (ekk)  |
| 25 décembre  | John Bulaitis                    | Archevêque catholique anglais, nonce apostolique émérite d'Albanie. | 77  | (en)   |
| 25 décembre  | Luis Manresa Formosa (en)        | Évêque catholique émérite guatémaltèque de Quetzaltenango, Los Altos. | 95  | (en)   |
| 25 décembre  | Bud Greenspan                    | Réalisateur producteur américain de documentaires sur les sports olympiques. | 84  |        |
| 25 décembre  | Eric Laakso                      | Joueur américain de football américain. | 54  | (en)   |
| 25 décembre  | Jorge Mayer (en)                 | Archevêque catholique émérite argentin de Bahía Blanca, en Argentine. | 95  | (en)   |
| 25 décembre  | Carlos Andrés Pérez              | Homme politique vénézuélien, président de 1974 à 1979, puis de 1989 à 1993. | 88  | (es)   |
| 26 décembre  | Salvador Jorge Blanco            | Homme politique dominicain, président de 1982 à 1986. | 84  | (en)   |
| 26 décembre  | Jean-Paul Filion                 | Auteur-compositeur-interprète québécois (La parenté, Su'l chemin des habitants, Monsieur Guindon), aussi artiste peintre puis écrivain (poète, dramaturge, romancier).                                                                          | 83  |        |
| 26 décembre  | Albert Ghiorso                   | Physicien nucléaire américain, codécouvreur de 12 éléments. | 95  | (en)   |
| 26 décembre  | Miguel Maria Giambelli           | Évêque catholique émérite italien de Bragança (Pará), au Brésil. | 90  | (en)   |
| 26 décembre  | Teena Marie                      | Chanteuse américaine de soul et de R'n'B, aussi auteure-compositeure. | 54  |        |
| 27 décembre  | Bernard-Pierre Donnadieu         | Acteur français de cinéma, télévision et de théâtre. | 61  |        |
| 27 décembre  | Raphael Hillyer (en)             | Altiste américain, cofondateur du Quatuor Juilliard, membre de l'Orchestre symphonique de Boston et professeur à l'Université de Boston. | 96  | (en)   |
| 27 décembre  | Alfred E. Kahn (en)              | Professeur émérite américain en économie politique à l'université Cornell, adepte de la déréglementation (dont pour l'aviation civile). | 93  | (en)   |
| 27 décembre  | François Mercurio                | Footballeur français. | 80  |        |
| 27 décembre  | Rémy d'Anjou                     | Animateur de radio à Québec et 50 ans de carrière dans les médias, promoteur du Carnaval, des Fêtes de la Nouvelle-France, du Festival d'été.                                                                                                   | 69  |        |
| 28 décembre  | Gabriel Biancheri                | Homme politique français, député-maire d'Hauterives. | 67  |        |
| 28 décembre  | Jacques Dars                     | Sinologue français. | 69  |        |
| 28 décembre  | Joseph Angelo Grech (en)         | Évêque catholique australien de Sandhurst, né à Malte, président de la Conférence des évêques catholiques d'Australie. | 62  | (en)   |
| 28 décembre  | Hideko Takamine                  | Actrice japonaise, ayant débuté à l'âge de 5 ans. | 86  | (en)   |
| 28 décembre  | Billy Taylor                     | Pianiste américain de jazz, professeur et compositeur. | 89  |        |
| 28 décembre  | Agathe von Trapp (en)            | Membre de la famille de chanteurs autrichiens, devenus américains, qui a inspiré La Mélodie du bonheur (comédie musicale et film The Sound of Music).                                                                                           | 97  | (en)   |
| 29 décembre  | Vladan Batić                     | Avocat et homme politique serbe. | 61  | (en)   |
| 29 décembre  | Avi Cohen                        | Footballeur israélien. | 54  | (en)   |
| 29 décembre  | Bill Erwin                       | Acteur américain. | 96  | (en)   |
| 29 décembre  | Michael Fainstat (en)            | Ingénieur puis homme politique montréalais, élu municipal (1974-1991), président (1986-1990) du Comité exécutif de Montréal. | 87  |        |
| 30 décembre  | Ellis Clarke                     | Homme politique, puis ambassadeur, gouverneur général, président de Trinité-et-Tobago. | 93  | (en)   |
| 30 décembre  | Bobby Farrell                    | Chanteur du groupe Boney M., né à Aruba. | 61  |        |
| 30 décembre  | Pavel Kolchin                    | Fondeur soviétique. | 80  |        |
| 30 décembre  | Tony Proudfoot (en)              | Footballeur canadien (1971 à 1982 : Alouettes de Montréal, puis Lions de la Colombie-Britannique), ensuite professeur d'éducation physique à Montréal.                                                                                          | 61  | (en)   |
| 30 décembre  | Jenny Wood-Allen (en)            | Marathonnienne écossaise (entre 1983 et 2001). | 99  | (en)   |
| 31 décembre  | Jesús María Coronado Caro (en)   | Évêque catholique émérite colombien de Duitama-Sogamoso. | 92  | (en)   |
| 31 décembre  | Raymond Impanis                  | Cycliste belge. | 85  |        |
| 31 décembre  | Yves-Marie Labé                  | Journaliste français. | 56  |        |
| 31 décembre  | Per Oscarsson                    | Acteur suédois. | 83  |        |